# Wydział Organizacji i Zarządzania Politechniki Śląskiej
Wydział Organizacji i Zarządzania Politechniki Śląskiej – jeden z trzynastu wydziałów Politechniki Śląskiej, oraz jeden z dwóch wydziałów zamiejscowych, znajdujących się w Zabrzu.
Wydział zatrudnia 41 profesorów i doktorów habilitowanych oraz 147 doktorów. Wydział prowadzi badania naukowe w następujących obszarach: zarządzanie strategiczne w przedsiębiorstwach i regionach gospodarczych, wartości w zarządzaniu współczesnym przedsiębiorstwem, zarządzanie potencjałem ludzkim, teoria i praktyka marketingu kadrowego, marketing usług finansowych, gospodarowanie zasobami w przedsiębiorstwie międzynarodowa ekspansja przedsiębiorstw, logistyka miejska, logistyka międzynarodowa, zarządzanie projektami,  zarządzanie technologią i jakością produktu, procesy zmian i strategie rozwoju przedsiębiorstwa, komputerowe wspomaganie zadań inżynierskich, tworzenie i eksploatacja map akustycznych, ustrojowo-prawne problemy aglomeracji górnośląskiej, promocja zatrudnienia w administracji samorządowej, bezpieczeństwo publiczne, systemy ratownictwa, zarządzanie w sytuacjach kryzysowych, system zarządzania jakością w przedsiębiorstwach wytwórczych, usługowych i administracji, proekologiczne zarządzanie procesami.

## Kierunki studiów
Dostępne kierunki: 
- Analityka biznesowa (studia I i II stopnia)
- Lingwistyka stosowana (studia I stopnia)
- Logistyka (studia I i II stopnia)
- Technologie kognitywne i media społecznościowe (studia I stopnia)
- Zarządzanie (studia I i II stopnia)
- Zarządzanie i Inżynieria Produkcji (studia I i II stopnia)
- Zarządzanie projektami (studia I i II stopnia)

## Poczet dziekanów
1. prof. dr hab. inż. Józef Bendkowski (1995–2002)
2. prof. dr hab. inż. Andrzej Karbownik (2002–2008)
3. prof. dr hab. inż. Marian Turek (2008–2016)
4. dr hab. inż. Krzysztof Wodarski (2016–2019)
5. prof. dr hab. inż. Jan Kaźmierczak (od 2019)

## Władze Wydziału
W kadencji 2020–2024: 
| Stanowisko                                  | Imię i nazwisko                    |
| ------------------------------------------- | ---------------------------------- |
| Dziekan                                     | prof. dr hab. inż. Jan Kaźmierczak |
| Prodziekan ds. Współpracy i Rozwoju         | dr hab. Aleksandra Kuzior          |
| Prodziekan ds. Kształcenia                  | dr hab. inż. Katarzyna Dohn        |
| Prodziekan ds. Infrastruktury i Organizacji | dr hab. inż. Aneta Michalak        |

## Struktura organizacyjna
| Katedra                              | Kierownik                            |
| ------------------------------------ | ------------------------------------ |
| Katedra Ekonomii i Informatyki       | prof. dr hab. Izabela Jonek-Kowalska |
| Katedra Stosowanych Nauk Społecznych | dr hab. Aleksandra Kuzior            |
| Katedra Inżynierii Produkcji         | dr hab. inż. Jarosław Brodny         |
| Katedra Zarządzania                  | dr hab. inż. Krzysztof Wodarski      |
| Katedra Logistyki                    | dr hab. inż. Katarzyna Dohn          |
| Katedra Lingwistyki Stosowanej       | dr Magdalena Szymura                 |

## Współpraca krajowa i zagraniczna
W kraju Wydział współpracuje przede wszystkim z następującymi instytucjami:
- Instytut Organizacji i Zarządzania w Przemyśle "ORGMASZ"
- Polska Fundacja Promocji Kadr
- Polska Akademia Nauk - Centrum Badań Przedsiębiorczości i Zarządzania PAN
- Towarzystwo Naukowe Organizacji i Kierownictwa TNOiK
- Krajowa i regionalna Izba Gospodarcza
- Polskie Centrum Czystszej Produkcji (ma siedzibę na Wydziale i ściśle z nim współpracuje) należące do Federacji Stowarzyszeń Naukowo - Technicznych NOT
- Polska Agencja Rozwoju Regionalnego
- Hutnicza Izba Przemysłowo - Handlowa
- Górnicza Izba Przemysłowa
- Górnośląska Agencja Popierania Przedsiębiorczości
- Instytut Pracy i Polityki Socjalnej

Ponadto Wydział współpracuje z następującymi instytucjami zagranicznymi:
- Ecole des Mines de Nancy (Francja)
- Ecole des Mines de Saint - Etienne (Francja)
- Universite de Valenciennes (Francja)
- Fachhochschule Bielefeld (Niemcy)
- Institut fur Weltwirtschaft, Kiel (Niemcy)
- Northwest Missouri State University (USA)
- I.H.I. Zittau (Niemcy)
- Uniwersytet Technologiczny w Kownie (Litwa)
- Uniwersytet Techniczny we Lwowie (Ukraina)
- VSB, Ostrawa (Czechy)
- Abertay University, Dundee (Wielka Brytania)
- University of Patras (Grecja)
- INA-INFO - Instytut Poszukiwań Ropy Naftowej (Chorwacja)
- Stowarzyszenie GIS FORUM (Chorwacja)